# The Foursquare Church

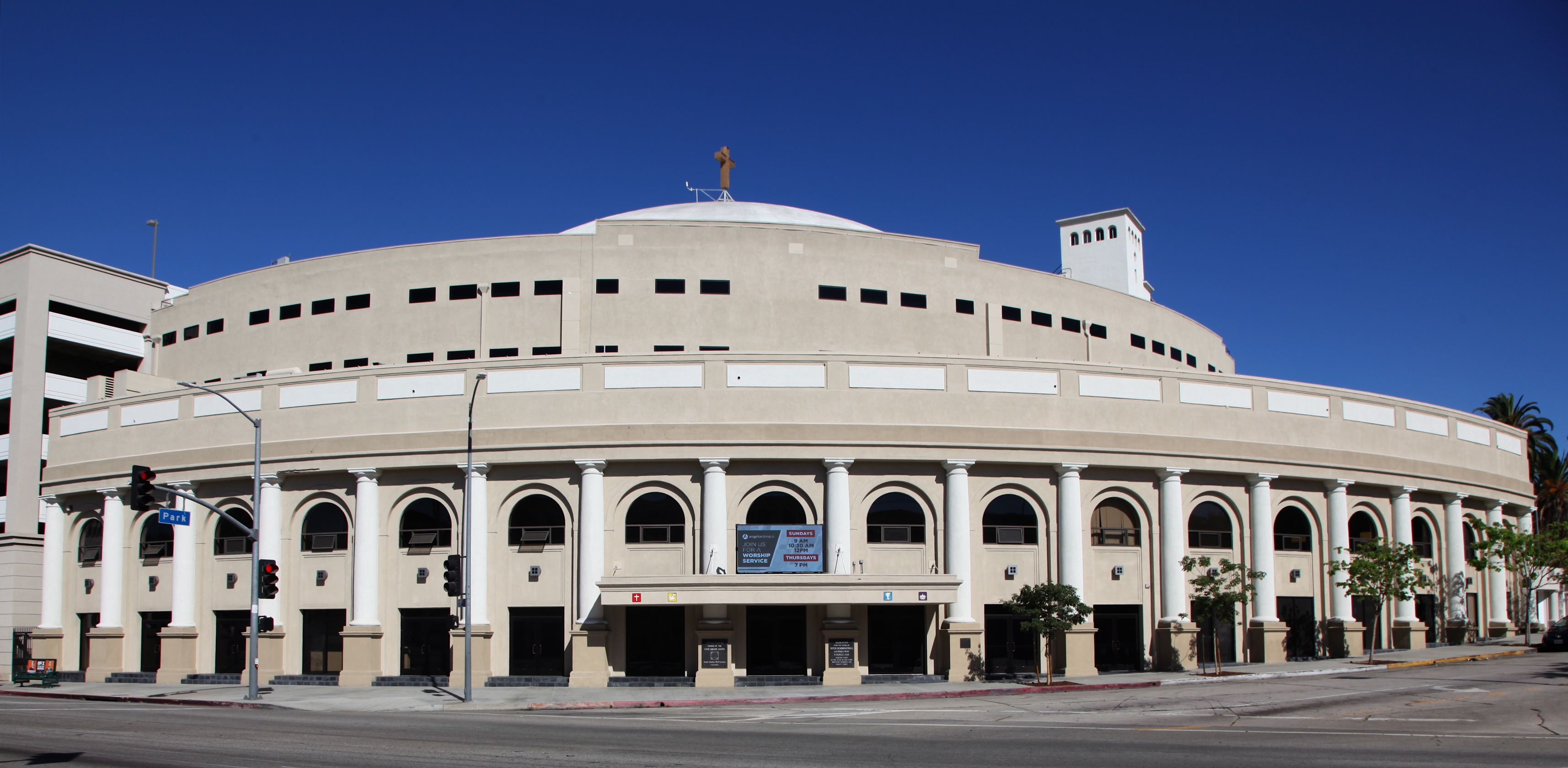
De Angelus Temple in Los Angeles

The Foursquare Church is een Pinksterdenominatie.
De kerk werd in 1927 opgericht door Aimee Semple McPherson (1890-1944), een controversiële vrouwelijke evangeliste. Zij begon in 1923 in Los Angeles met de Angelus Temple, waar plaats was voor 5.300 mensen.
Haar zoon Rolf K. McPherson nam na haar dood in 1944 de leiding over. Het kerkgenootschap groeide onder zijn leiding van 400 tot meer dan 10.000 aangesloten gemeentes. 
Vandaag de dag zijn meer dan 30.000 kerken uit 123 landen aangesloten. Samen hebben zij meer dan 3.5 miljoen leden. In Nederland maakt Rafaël Nederland deel uit van de beweging. Jack W. Hayford is de huidige leider van Four Square. In met name de Verenigde Staten geniet Hayford bekendheid.

## Naam Four Square Gospel
De kerk dankt haar naam aan een visioen dat McPherson in 1922 kreeg. Zij zag een visioen dat afkomstig was uit het Bijbelboek Ezechiël. Daarin zag zij een gezicht van een man, een leeuw, een os, en een adelaar. In dit gezicht zag ze Jezus als de 'man van zorgen', in de leeuw Jezus 'als de machtige doper', in de os zag ze Jezus als 'de drager van onze lasten' en in de adelaar zag ze Jezus als de ‘toekomstige bruidegom’. Het was het complete evangelie voor lichaam, ziel, geest en de eeuwigheid. Vandaar de naam Foursquare Gospel.